# William Edwards Deming
William Edwards Deming (Sioux City, 14 ottobre 1900 – Washington, 21 dicembre 1993) è stato un ingegnere, saggista e dirigente d'azienda statunitense.
A Deming fu ampiamente riconosciuto il merito per gli studi sul miglioramento della produzione negli Stati Uniti d'America durante la seconda guerra mondiale, anche se egli è forse più noto per il suo lavoro in Giappone (Ciclo di Deming).
Qui, dal 1947 in poi, insegnò ai vertici aziendali come migliorare il progetto, la qualità del prodotto, di prova e di vendita, attraverso vari metodi, tra cui l'applicazione di metodi statistici come l'analisi della varianza (ANOVA) e test di ipotesi. Deming fornì un contributo significativo al Giappone, rendendolo famoso per prodotti innovativi e di alta qualità, contribuendo anche al sorgere della sua potenza economica.
Deming contribuì notevolmente al miglioramento dei metodi produttivi delle aziende giapponesi. Pur essendo considerato una sorta di eroe in Giappone, ha cominciato ad avere un riconoscimento diffuso negli Stati Uniti poco prima della sua morte.

## La filosofia di W. Edwards Deming

Il ciclo di Deming

W. Edwards Deming ha insegnato che con l'adozione di opportuni principi di gestione, le aziende possono aumentare la qualità e contemporaneamente ridurre i costi (grazie alla riduzione degli scarti, delle rilavorazioni, del logoramento dei macchinari, del tempo investito dal personale e del contenzioso) aumentando la fidelizzazione dei clienti. La chiave è quella di praticare un continuo miglioramento (in giapponese "Kaizen") e pensare alla produzione come ad un sistema, non come produzione a pezzi. 
Negli anni settanta, la filosofia di Deming è stata riassunta da alcuni dei suoi fautori giapponesi con il seguente paragone 'a'-versus-'b': 
(A) Quando le persone e le organizzazioni si concentrano principalmente sulla qualità, definita dal seguente rapporto, 
Qualità = Risultati degli sforzi di lavoro/Costi totali
Tende ad aumentare la qualità e la caduta dei costi nel corso del tempo.
(B) Tuttavia, quando le persone e le organizzazioni si concentrano principalmente sui costi (spesso fattore dominante / tipico comportamento umano), i costi tendono ad aumentare e la qualità diminuisce con il tempo.

## Le sette malattie mortali della gestione occidentale
Deming elenca sette malattie mortali del management e, in generale, della società occidentale.
1. Mancanza di costanza nello scopo
2. Enfasi sui profitti a breve termine
3. Valutazione basata sui risultati, livelli di merito, o revisione annuale delle prestazioni
4. Mobilità dei manager
5. Dirigere una ditta basandosi solo sui dati visibili (e misurabili)
6. Costi medici eccessivi
7. Eccessivi costi di responsabilità, a causa delle pressioni dei legali che ne traggono guadagno.

## Opere
- (EN) W. Edwards Deming, Statistical Adjustment of Data, Dover, 1964, ISBN 0-486-64685-8.
- (EN) W. Edwards Deming, Some Theory of Sampling, Dover, 1966, ISBN 0-486-64684-X.